# Carlos Raffo Arce
Carlos Fernando Raffo Arce (Lima, 28 de noviembre de 1967) es un publicista y político peruano. Fue Congresista de la República durante el periodo 2006-2011.

## Biografía
Nació en Lima, el 28 de noviembre de 1967.
Realizó sus estudios universitarios de economía en la Universidad Católica Santa María y Ciencias Publicitarias en el Instituto Peruano de Publicidad.
Fue Gerente General de Pro Servicios Sereder en 1999 hasta el 2001.

## Vida política
Durante el gobierno de Alberto Fujimori, Raffo fue su asesor de imagen y campaña de Sí Cumple. Se le considera entre los más leales al expresidente peruano, además de haber influenciado la editorial limeña en la denominada Fujiprensa. 
Dos de sus logros fueron la promoción de una bebida gaseosa basada en la imagen de Fujimori y la producción de un documental sobre la operación Chavín de Huántar.
Raffo renunció al partido político recientemente fundado, Fuerza 2011 (hoy Fuerza Popular), por diferencias con la formación. Además, creó su propio blog para explicar detalles de su relación con Alberto Fujimori.

### Congresista (2006-2011)
En las elecciones generales del 2006, fue elegido congresista de la República por Alianza por el Futuro, con 19,303 votos, para el periodo parlamentario 2006-2011.  
Para las elecciones generales del 2011, intentó su reelección al Congreso por Fuerza 2011; sin embargo, no resultó elegido.

## Controversias
Pasadas las elecciones, Raffo fue investigado por delito de peculado y ha sido acusado de recibir dinero de Vladimiro Montesinos, así como de ampararse en la inmunidad parlamentaria para no declarar ante la justicia por este caso.
Para 2006 la Fiscalía denunció a Carlos Raffo por estar supuestamente involucrado en la difusión de un reportaje confidencial para el dominical Cuarto poder, pero fue archivado por el Poder Judicial. En 2012 se volvió a solicitar una nueva investigación al exdirector.
En enero del 2012, Raffo fue sentenciado a 3 años de prisión suspendida al comprobarse que recibió dinero de Vladimiro Montesinos.